# Grunewaldstraße 87

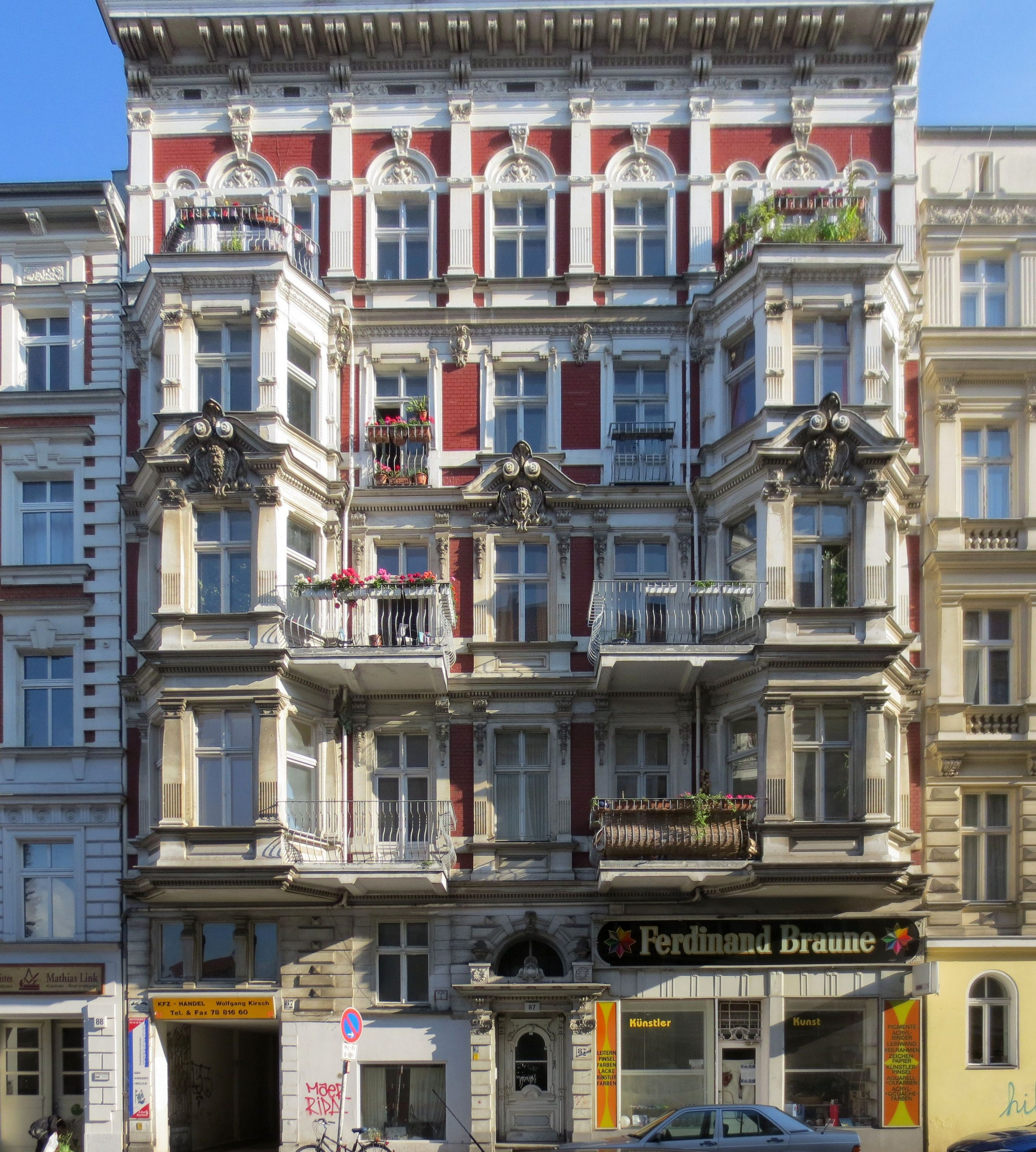
Fassadenansicht

Das Gebäude Grunewaldstraße 87 ist ein denkmalgeschütztes Mietshaus im Berliner Ortsteil Schöneberg (Bezirk Tempelhof-Schöneberg). Das fünfstöckige Gebäude wurde in den Jahren 1887/88 nach einem Entwurf des Architekten Nikolaus Becker für den Steinmetzmeister H. Richter errichtet. In den Jahren 2014 und 2015 geriet das sanierungsbedürftige Mietshaus auf Grund der Lebensbedingungen der Mieter vorübergehend in die Schlagzeilen.

## Architektur und Baugeschichte
Die Grunewaldstraße 87 ist ein üppig verziertes Gründerzeithaus mit zwei Erkern und einer aufwändigen Ziegel-Stuck-Fassade zur Straße hin. Das 1887/88 errichtete Gebäude verfügt über 3 Hintergebäude, Gartenhaus und Hinterhaus sowie Seitenflügel.
Im Erdgeschoss der Straßenseite befand sich seit mindestens 1951 bis ca. 2007 das Farben- und Künstlerbedarfsgeschäft „Ferdinand Braune“. Im hinteren Innenhof wird seit 1988 eine Kfz-Werkstatt betrieben.

## Mietsituation von 2014 bis 2016
Eigentümerin des Gebäudes ist seit dem Jahr 2012 die G 87 Grundbesitz GmbH in Schönefeld.
Neben den teilweise langjährigen Mietern gab es seitdem zahlreiche neue Unterbringungen, so dass sich die Einwohnerzahl auf bis zu 200 erhöhte. Die überwiegend rumänisch- oder bulgarischstämmigen Einwohner zahlen zum Teil überteuerte Mieten mit zum Teil sehr kurzfristigen Verträgen in verkommenen Wohnungen. Das Gebäude war stark verunreinigt und notwendige Arbeiten oder Instandsetzungen erfolgten nur am Ende der von der Bauaufsicht gesetzten Fristen.
Zwischen November 2014 und Mai 2015 belief sich die Zahl der Polizeieinsätze rund um das Haus auf über 200. Anfang Juni 2015 gab es weder Wasser noch Strom im Haus.
Angeregt aus der BVV, einigte sich die Bezirksverwaltung auf eine „Entflechtung“ und Ende Juni wurden die Wohnungen von 15 Roma-Familien geräumt. Im Juli 2015 wurde bekannt gegeben, dass das Haus, das u. a. von vier oder fünf rumänischen Familien und sieben Altmietern bewohnt wird, saniert werden soll, was eine Be- und Anwohnerinitiative auf den Plan rief, die argumentierte, mit einer Genehmigung würde den Verantwortlichen für den Schaden Recht gegeben werden.
Auf einem Treffen der Be- und Anwohnerinitiative mit den Kapitaleignern des Gebäudes am 5. März 2016 einigte man sich auf einen Maßnahmenkatalog. Danach normalisierte sich die Wohn- und Mietsituation.